# Епархия Банджармасина
Епархия Банджармасина (лат. Dioecesis Bangiarmasina) — епархия Римско-Католической церкви с центром в городе Банджармасин, Индонезия. Епархия Банджармасина входит в митрополию Самаринды.

## История
21 мая 1938 года Римский папа Пий XI издал буллу Ad evangelizationis opus, которой учредил апостольскую префектуру Банджармасина, выделив её из апостольского викариата Голландского Борнео (сегодня — Архиепархия Понтианака).
10 марта 1949 года Римский папа Пий XII издал буллу Quo enascentium, которой преобразовал апостольский викариат Банджармасина в апостольский викариат. 21 февраля 1955 года апостольский викариат Банджармасина передал часть своей территории для возведения нового апостольского викариата Самаринды.
1 января 1961 года Римский папа Иоанн XXIII издал буллу Quod Christus, которой преобразовал апостольский викариат Банджармасина в епархию. В этот же день епархия Банджармасина вошла в митрополию Понтианака. 5 апреля 1993 года епархия Банджармасина передала часть своей территории новой епархии Палангкараи.
14 января 2003 года епархия Банджармасина вошла в митрополию Самаринды.

## Ординарии епархии
- епископ Giacomo Giovanni M. Kusters MSF[1](21.05.1938 — 1949);
- епископ Giovanni Groen MSF (10.03.1949 — 18.04.1953);
- епископ Гийом Жан Демарто MSF (6.01.1954 — 6.06.1983);
- епископ Франциск Ксаверий Рочарджанта Праджасута MSF (6.06.1983 — 14.06.2008);
- епископ Пётр Бодденг Тиманг (14.06.2008 — по настоящее время).

## Источник
- Annuario Pontificio, Libreria Editrice Vaticana, Città del Vaticano, 2003, ISBN 88-209-7422-3
- Булла Ad evangelizationis opus, AAS 30 (1938), стр. 402  (лат.)
- Булла Quo enascentium, AAS 41 (1949), стр. 439  (лат.)
- Булла Quod Christus, AAS 53 (1961), стр. 244  (лат.)